# Lophochernes bisulcus
Lophochernes bisulcus es una especie de arácnido del orden Pseudoscorpionida de la familia Cheliferidae.

## Distribución geográfica
Se encuentra en el sudeste de Asia.